# Айвсон, Том
Томас Девид Б «Том» Айвсон (англ. Thomas David B. "Tom" Iveson; род. 9 марта 1983) — британский шорт-трекист, призёр чемпионата мира по шорт-треку 2008, четырёхкратный призёр чемпионата Европы 2003, 2007, 2008 и 2010 года. Участник зимних Олимпийских игр 2010 года.

## Спортивная карьера
Том Айвсон родился в английском городе Ноттингем, Великобритания. Начал тренироваться на базе клуба «Mohawks Ice Racing Club» в Солихалле. Занимается продажей снаряжения для конькобежцев под брендом «Speed Equipment by Tom Iveson».
Первая медаль в его карьере была получена во время чемпионата Европы по шорт-треку 2003 года в российском городе — Санкт-Петербург. Команда британских шорт-трекистов в мужской эстафете на 5000 м с результатом 7:10.708 заняла второе место, уступив первенство соперникам из Италии (7:00.303 — 1-е место) обогнав при этом спортсменов из Франции (7:13.842 — 3-е место).
На зимних Олимпийских играх 2010 года Том Айвсон был заявлен для участия в забеге на 1000 м и эстафете. 17 февраля 2010 года в составе четвёртой группы в I-ом раунде забега на 1000 м с результатом 1:27.841 он финишировал четвёртым и прекратил борьбу за медали. В общем зачете он заняли 30-ю позицию. 26 февраля 2010 года во время мужской эстафеты на 5000 м с результатом 6:50.045 его команда финишировала первой в финале B. В общем зачете они занял 6-ю позицию.